# Åsele (comuna)
Åsele (em sueco: Åsele kommun) é uma comuna da Suécia localizada no condado de Bótnia Ocidental. Sua capital é a cidade de Åsele. Possui 1 649 quilômetros quadrados e segundo censo de 2018, havia 26 082 habitantes.